# ولیکی برهی
ولیکی برهی (به لاتین: Velyki Berehy) یک روستا در اوکراین است که در Berehove Raion واقع شده‌است.